# Siedlung nach Bartin
Siedlung nach Bartin war ein Wohnplatz im Gebiet der preußischen Provinz Pommern. 
Die Siedlung entstand ab dem Jahre 1900, als entlang der Straße von Degow nach Bartin nach und nach Häuser für Handwerker und Landarbeiter angelegt wurden. Die Siedlung wurde erstmals im Jahre 1925 als eigener Wohnplatz geführt. 
Bis 1945 bildete Siedlung nach Bartin einen Wohnplatz in der Gemeinde Degow und gehörte mit dieser zum Kreis Kolberg-Körlin in der preußischen Provinz Pommern. Nach 1945 kam der Wohnplatz, wie ganz Hinterpommern, an Polen. Heute liegt die Stelle im Gebiet der polnischen Gmina Dygowo (Landgemeinde Degow); die Bebauung an dieser Stelle hat in polnischer Sprache keinen besonderen Ortsnamen. 